# Isanthrene pertexta
Isanthrene pertexta är en fjärilsart som beskrevs av Max Wilhelm Karl Draudt 1915. Isanthrene pertexta ingår i släktet Isanthrene och familjen björnspinnare. Inga underarter finns listade i Catalogue of Life.